# Jardín Botánico de Mendocino Costa
El Jardín Botánico de Mendocino Costa en inglés : Mendocino Coast Botanical Gardens, es un jardín botánico de 47 acres (19 hectáreas) de extensión, en Fort Bragg, California. 
Es miembro del BGCI y presenta trabajos para la Agenda Internacional para la Conservación en los Jardines Botánicos. 

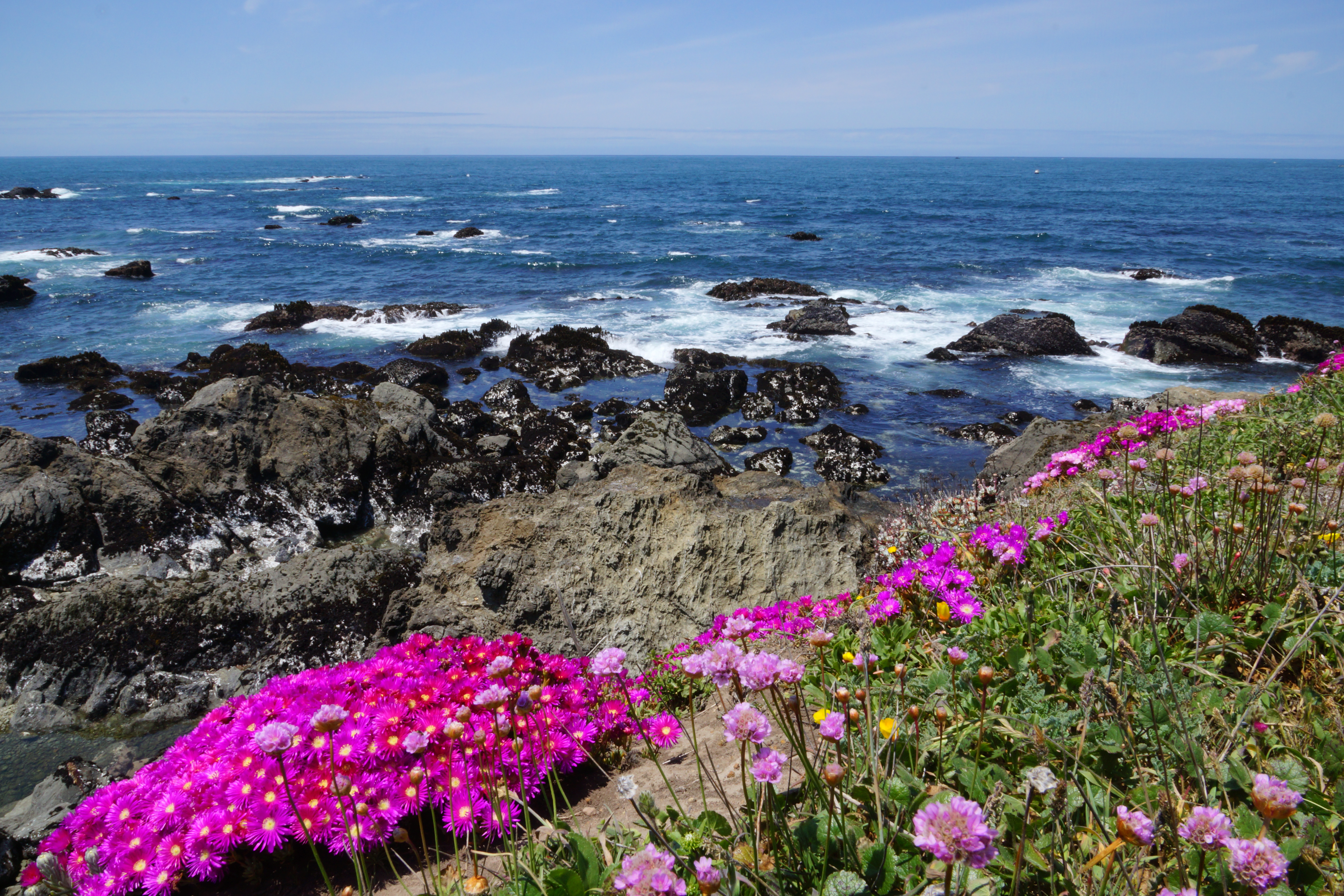
Floraciones en el Jardín Botánico de Mendocino Costa.

## Localización
El jardín botánico se ubica entre la « Highway One » (carretera n.º 1 del estado de California) y el Océano Pacífico.
Mendocino Coast Botanical Gardens, 18220 North Highway One, Fort Bragg, Mendocino county California CA 95437 United States of America-Estados Unidos de América.
Planos y vistas satelitales.39°24′33.12″N 123°48′34.56″O / 39.4092000, -123.8096000
- Promedio Anual de Lluvias: 785 mm
- Altitud: 00 m s. n. m.

La admisión se cobrará entrada a los jardines, con descuentos para niños y personas mayores o mediante la compra de una membresía anual. Los senderos principales son accesibles y se ofrecen carros eléctricos en un primer llegado / primer servido para los visitantes con problemas de movilidad.
El acceso está sujeto a compra de entradas a especiales para determinados eventos en los Jardines para recaudar fondos, incluyendo "Art in the Gardens" ("El arte en los Jardines") en agosto,  el "Festival of Lights" ("Festival de las Luces") los fines de semana de diciembre y un evento bianual "My Garden" ("Mi Jardín") en mayo.
Los jardines están cerrados el sábado después del Día del Trabajo para el evento anual "WineSong" que patrocina al hospital local.
Clases públicas y otros eventos, como el Festival del rododendro anual y el día de las coníferas se publican en la página de internet de los jardines, www.gardenbythesea.org 
Las instalaciones incluyen una tienda de regalos, vivero de plantas y el "Rhody's Garden Cafe".

## Historia
El jardín botánico tiene sus inicios en 1961, gracias a la iniciativa de "Ernest y Betty Schoefer". Durante los siguientes 16 años, los Schoefers gestionaron el jardín como una empresa privada.
En 1978, la propiedad fue vendida a 3 inversores, que en 1980 la vendió a otro grupo de inversionistas que formó « Garden Land Partners » (GLP) como una sociedad limitada.
En 1982, la "California Coastal Conservancy" proporcionó una subvención de $ 232,000 para el « Mendocino Coast Recreation and Park District  » (MCRPD) para adquirir 12 acres de jardín original de 47 acres, una servidumbre de acceso de más de 5 acres de acantilados costeros, y una servidumbre para el 25 de plazas de aparcamiento adyacentes a la autopista Uno. Esta propiedad de 12 acres fue arrendado a "Mendocino Coast Botanical Gardens Preservation Corporation" (MCBGPC), una corporación sin fines de lucro 501-C-3, que sigue para administrar y dirigir el Jardín Botánico.
En 1988, cuando los restantes 35 acres de los jardines originales aparecieron en el mercado, la Junta de Supervisores del Condado de Mendocino y MCRPD pidieron a la "Coastal Conservancy" que considerara la adquisición de la financiación de la tierra adicional que se añade a los jardines.
En junio de 1988, la Coastal Conservancy dio una subvención de $ 50,000 a MCRPD para la preparación de un plan maestro detallado para los jardines. Este trabajo fue llevado a cabo por consultores, personal de "Coastal Conservancy", el Consejo de Administración de los jardines, voluntarios y personal del jardín. El plan resultante fue el « Mendocino Coast Botanical Gardens Coastal Restoration Plan ».
En junio de 1991, la "Coastal Conservancy" llegó a una decisión unánime para una donación de dos millones de dólares para la MCRPD para comprar las 35 hectáreas restantes en poder de GLP. El Jardín Botánico Mendocino Coast fue restaurado a la extensión original de 47 acres, con el título en poder del « Mendocino Coast Recreation and Park District » (Distrito de Mendocino Costa de Parques y Recreación) de condiciones estrictas que: "La propiedad inmueble se adquiere para lograr los propósitos del Plan de Restauración costa de Mendocino referente al Jardín Botánico, adoptado por The Nature Conservancy, el 22 de junio de 1990. Estos efectos incluyen la protección de los recursos naturales y artificiales de los jardines botánicos, la preservación de acceso público, y la expansión de oportunidades de recreación". La responsabilidad de la gestión y las operaciones fue asignado al « Mendocino Coast Botanical Gardens Preservation Corporation  » (MCBG) a la que la propiedad fue arrendada por $ 1 / año durante 25 años (hasta el 2016).

## Colecciones
El jardín botánico alberga colecciones de plantas adaptadas a su suave clima mediterráneo costero y suelos ácidos incluyendo: hábitat de barrancas, humedales, acantilados costeros, y un bosque de pinos. Con 5060 accesiones de plantas y 2760 taxones cultivados.
Son de destacar sus colecciones de,
- Colección de Camelias,
- Acantilados costeros,

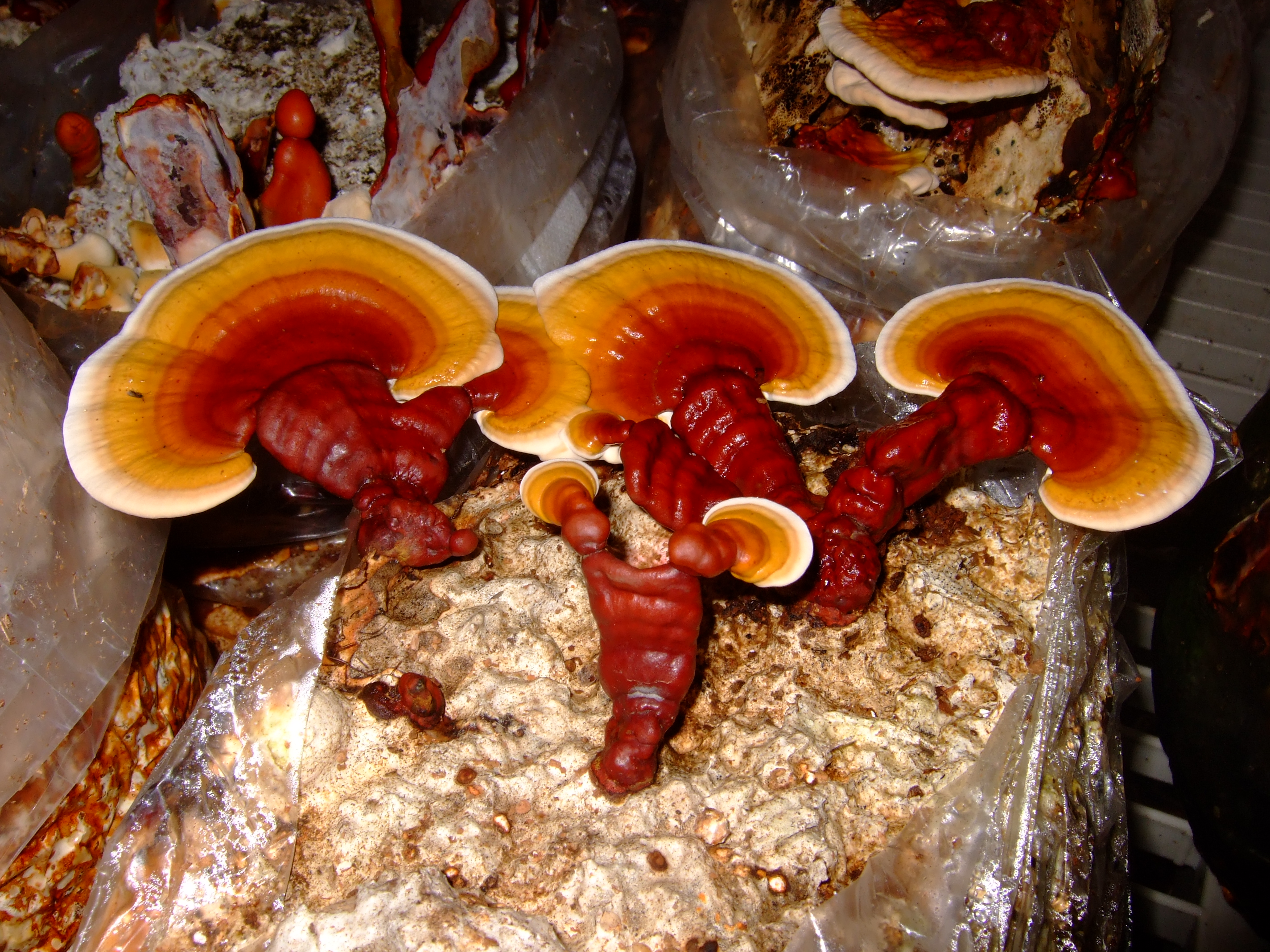
El bien conocido en la zona, hongo medicinal "Reishi".

- Colección de dalias, Fuchsias, Magnolias, Suculentas, y Begonias
- Barranco de los Helechos,
- Jardín de brezos y brecinas, esta colección forma parte del « National Plant Consortium »
- Rosaleda de la herencia,
- Bosque de coníferas, el MCBG también es reconocida como una colección de referencia de coníferas por la « American Conifer Society ».
- Colección de Iris del Pacífico,
- Jardín de plantas perennes,
- Oferta de Rhododendrons,
- Un corredor histórico en el lado sur de la propiedad incluye la casa del siglo XIX de la familia Parrish, su Huerto con árboles frutales y su cementerio. En 2013, la manifestación "huerta" desarrollada allí proporcionó más de 4.000   libras de productos frescos para el banco de alimentos local mientras se inspeccionaba el patrimonio y variedades recién desarrolladas para el cultivo local y que demuestran las mejores prácticas en la producción hortícola para los voluntarios y visitantes.
- Colección de setas con más de 80 variedades silvestres.

## Actividades
En este centro se despliegan una serie de actividades a lo largo de todo el año:
- Programas de conservación
- Programas de conservación « Ex Situ »
- Biotecnología
- Estudios de nutrientes de plantas
- Ecología
- Conservación de Ecosistemas
- Programas educativos
- Horticultura
- Restauración Ecológica
- Sistemática y Taxonomía
- Sostenibilidad
- Index Seminum
- Exhibiciones de plantas especiales
- Sociedad de amigos del botánico
- Cursos para el público en general